# 애크리슈어 아레나
애크리슈어 아레나(영어: Acrisure Arena)은 미국 캘리포니아주 사우젼드 팜스에 위치한 실내 경기장이다.

## NBA프리시즌 경기
| 날짜             | 팀1                 | 스코어    | 팀2                   |
| ---------------- | ------------------- | --------- | --------------------- |
| 2023년 10월 19일 | 피닉스 선스         | 123 - 100 | 로스앤젤레스 레이커스 |
| 2024년 10월 4일  | 미네소타 팀버울브스 | 124 - 107 | 로스앤젤레스 레이커스 |
| 2024년 10월 6일  | 피닉스 선스         | 118 - 114 | 로스앤젤레스 레이커스 |
| 2025년 10월 3일  | 피닉스 선스         |           | 로스앤젤레스 레이커스 |